# Завод фосфорних добрив у Абу-Заабал
Завод фосфорних добрив у Абу-Заабал – підприємство єгипетської хімічної промисловості, майданчик якого розташований на півночі країни у дельті Ніла. 
Завод розпочав роботу ще у 1951 році. На початку 1970-х він міг щорічно випускати 200 тисяч тон суперфосфату (30 тисяч тон у перерахунку на Р2О5). Станом на кінець 2000-х підприємство виробляло 585 тисяч тон порошкового та гранульованого суперфосфату та 87 тисяч тон гранульованого потрійного суперфосфату, для чого було потрібно 300 тисяч тон сульфатної та 38 тисяч тон фосфорної кислоти (ще кілька тисяч тон фосфорної кислоти вироблялось для продажу як добриво). 
Сульфатну кислоту можуть виробляти дві лінії, що стали до ладу в 1984 та 2009 роках (враховуючи тривалу історію виробничого майданчику, вони відомі на заводі як № 6 та № 7). Проектна денна продуктивність ліній становить 620 та 1250 тон, при цьому вони могли використовуватись у більш напруженому режимі із показниками 640 та 1400 тон відповідно.
Оскільки технологія передбачає спалювання сірки, завод за рахунок утилізації тепла виробляє електроенергію в обсягах, достатніх для покриття половини власних потреб.
Станом на початок 1970-х підприємство контролювала державна El Nasr Phosphate Company. В подальшому воно перейшло до Abu Zaabal Fertilizer & Chemical Company, яка наразі відноситься до Polyserve Fertilizers and Chemicals Group.